# カルースト・グルベンキアン

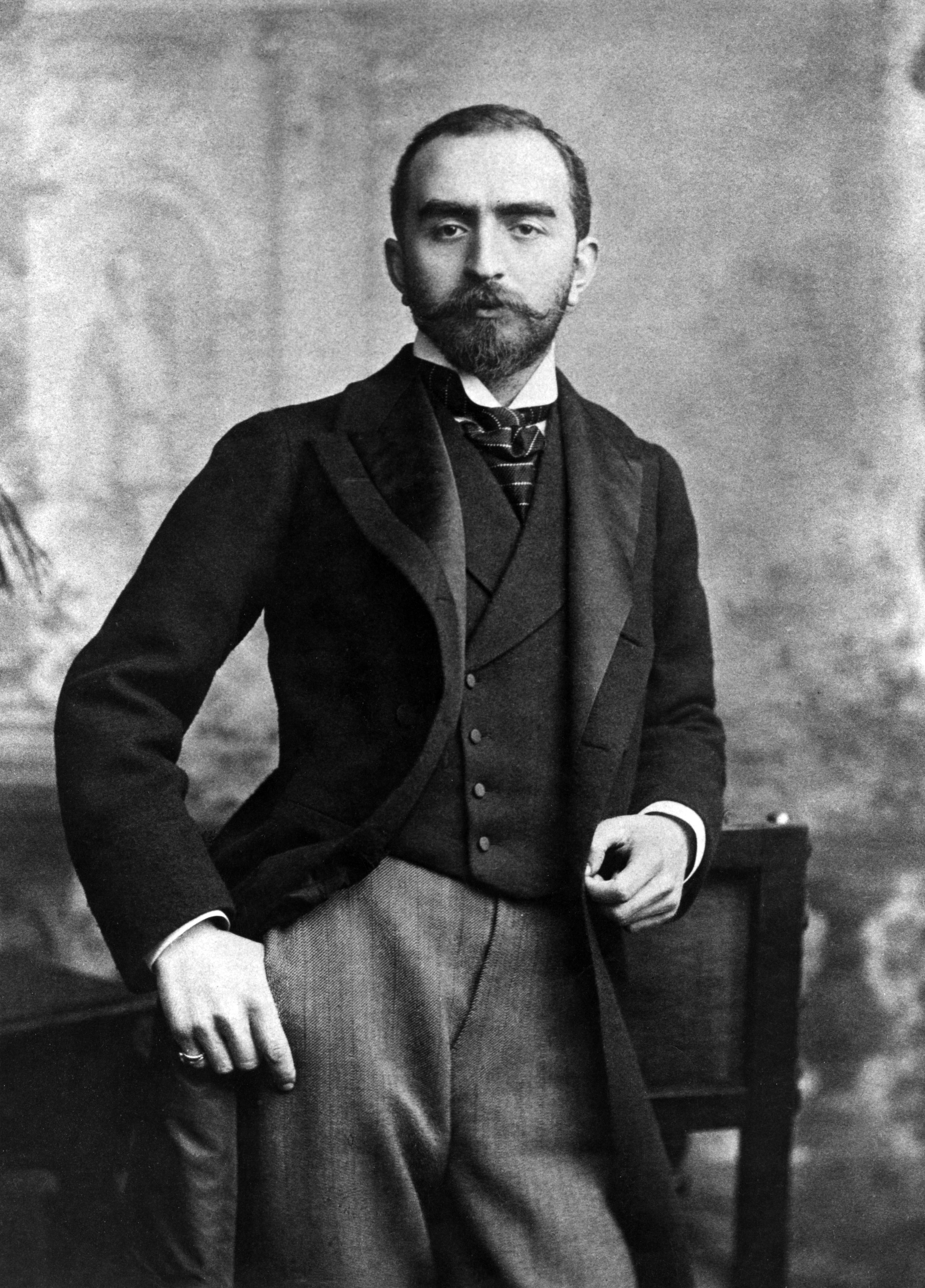
カルースト・グルベンキアン

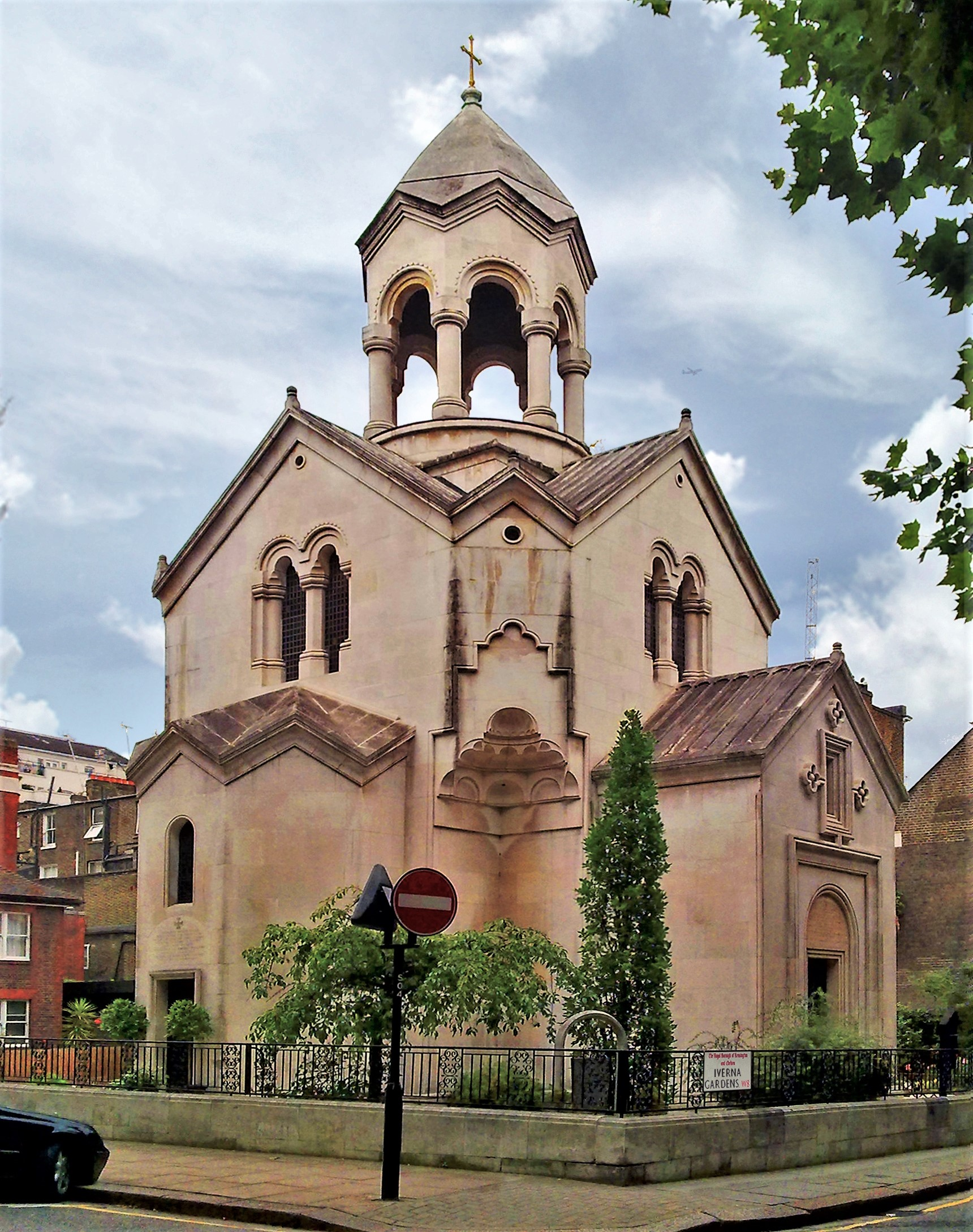
グルベンキアンが寄贈し、埋葬されたロンドンの聖サルキス教会

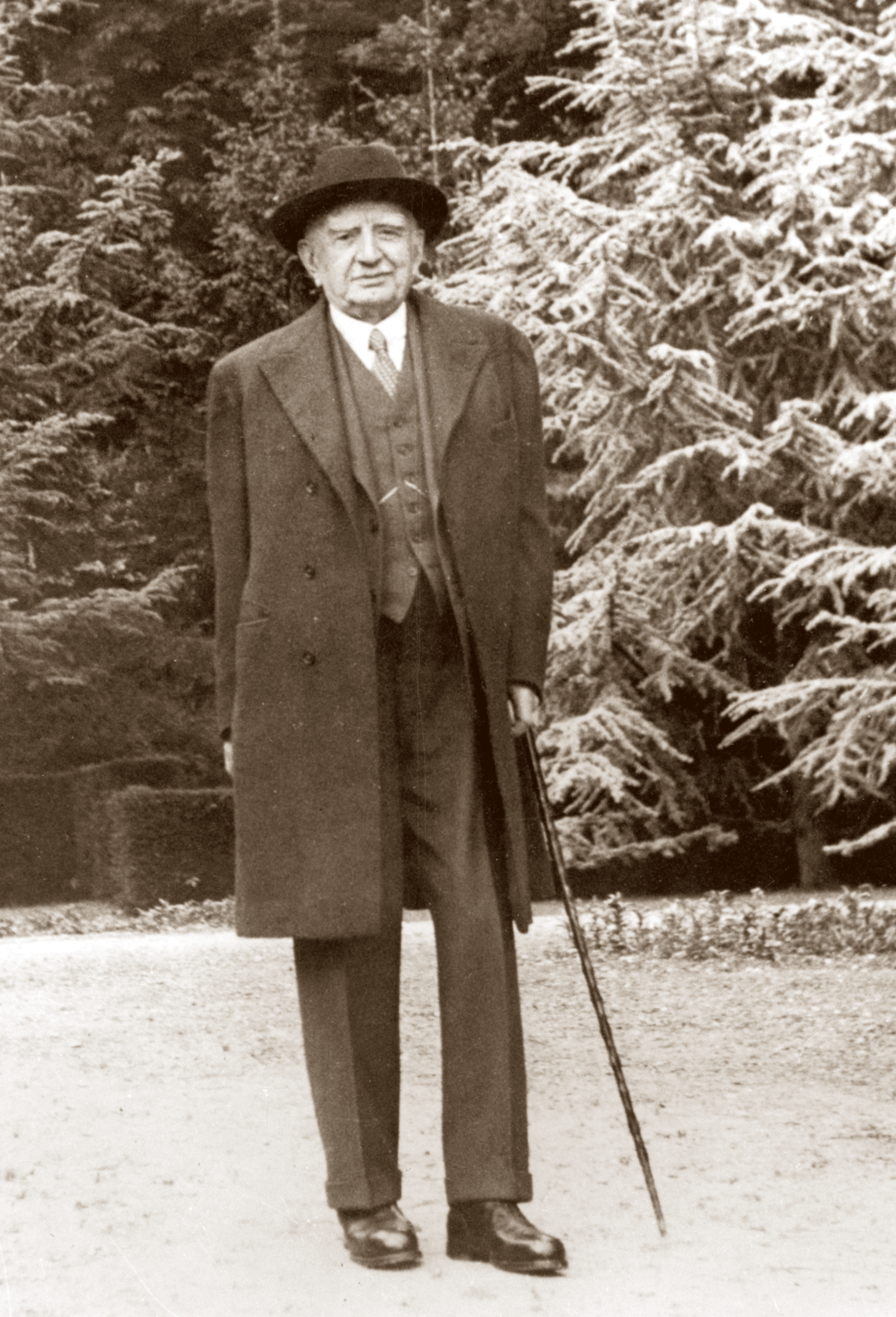
晩年のグルベンキアン

カルースト・サルキス・グルベンキアン（Calouste Sarkis Gulbenkian、アルメニア語：Գալուստ Սարգիս Կիւլպէնկեան、1869年3月23日 – 1955年7月20日）は、アルメニア人の実業家、フィランソロピスト。ユスキュダル（現トルコ共和国、イスタンブールの一地区）出身。以下の逸話から、「ミスター5%」と呼ばれた。
石油商人の息子として生まれる。バクーの石油工場で働くべく、父の命でロンドンのキングス・カレッジ・ロンドンで石油工学を学び、1902年にはイギリスの市民権を取得。1907年のロイヤル・ダッチ/シェルグループの合併に尽力し、同社の5%の株式を取得した。1912年にイラクでトルコ石油会社（TPC、イラク石油会社の前身）を立ち上げる。このトルコ石油会社にはアングロ・ペルシアン石油会社（現在のBP）、ロイヤル・ダッチ・シェル、ドイツ銀行が出資し、グルベンキアン自身も5%出資した。第一次世界大戦終結後のオスマン帝国崩壊に伴い、イラクはイギリスの委任統治領となるが、グルベンキアンは粘り強い交渉の末にトルコ石油会社のイラクでの石油採掘権を認めさせることに成功。そして1925年にはキルクーク付近のババ・グルグルに石油鉱床（キルクーク油田）が発見される。結果として、1928年にアングロ・ペルシアン、ロイヤル・ダッチ・シェル、フランス石油、そしてスタンダード・オイルとで中近東における石油権益について規定した赤線協定を結び、グルベンキアンは自身の5％の権益を認めさせた。そしてグルベンキアンは石油の売買により莫大な財産を手にすることとなる。彼は世界中に流浪したアルメニア人のためにアルメニア教会を多数寄贈した。
グルベンキアンは永らくパリに拠点を置いていたが、第二次世界大戦を避けて1942年にポルトガルに渡り、1955年にリスボンで没した。ロンドンのケンジントンに両親を偲んで建てた聖サルキス教会 (ケンジントン)に埋葬されている。
グルベンキアンの死後、石油で稼いだ個人財産を元に、リスボンを拠点にしてカルースト・グルベンキアン財団、グルベンキアン管弦楽団、カルースト・グルベンキアン美術館などが運営されている。カルースト・グルベンキアン美術館は美術品の収集家でもあったグルベンキアンの膨大なコレクションが展示されており、特に、親交を結んだルネ・ラリックに製作させた145点もの美術工芸品の一大コレクションが有名。
1951年、エリザベス2世から大英帝国勲章授与を打診されたが断っていたことが2012年に明らかとなった。
息子のヌバール・グルベンキアン（1896年-1972年）は、彼の石油事業を受け継ぐと共に、同様に慈善家としても知られた。